# Dusicyon
Dusicyon (лат., с греч. буквально — глупая собака) — род вымерших хищных млекопитающих из семейства псовых (Canidae), обитавших в Южной Америке. Возможное название рода на русском языке — южноамериканские лисицы, такое же, как у рода Lycalopex.

## Классификация
По данным сайта Fossilworks, на сентябрь 2016 года в род включают 3 вымерших вида, а также ещё один — по данным МСОП:
- Dusicyon australis (Kerr, 1792) — Фолклендская лисица[3]
- Dusicyon avus Burmeister, 1866 [syn. Canis platensis Mercerat, 1891, Ducicyon avus (Burmeister, 1866)]
- Dusicyon cultridens Molina, 1782
- Dusicyon sechurae Thomas, 1900

Вид Dusicyon avus был распространён в позднем плейстоцене на юге Бразилии, на территории современных Уругвая и Аргентины и в южной части Чили и вымер около 1600 лет назад, однако существует вероятность, что он вымер 500—300 лет назад. Dusicyon cultridens известен лишь из ископаемых остатков в Аргентине и жил в середине плиоцена, от 2,8 до 2,6 млн лет назад. Dusicyon sechurae жил на территории современного Эквадора в верхнем плейстоцене.